# Cornelia Vonhof
Cornelia Vonhof (* 19. August 1961) ist eine deutsche Bibliothekswissenschaftlerin und Betriebswirtin. Seit 2004 ist sie Professorin für Public Management an der Hochschule der Medien Stuttgart.

## Leben
Cornelia Vonhof leitete von 1984 bis 2000 verschiedene öffentliche Bibliotheken. Von 2000 bis 2004 arbeitete sie als Organisationsberaterin für den Öffentlichen Sektor. 2004 wurde sie auf die Professur für Public Management an der Hochschule der Medien Stuttgart berufen. Dort lehrt sie im Bachelorstudiengang Bibliothek und digitale Information sowie im Masterstudiengang Bibliotheks- und Informationsmanagement. Für letzteren ist Vonhof seit 2016 Studiengangleitung sowie Koordinatorin des Kontaktstudienangebots.

## Gremienarbeit und sonstiges
Vonhof ist Mitherausgeberin der Zeitschrift Bibliothek: Forschung und Praxis und Mitglied im Redaktionsbeirat von Forum Bibliothek und Information. Zusammen mit  Konrad Umlauf gibt sie das Handbuch „Erfolgreiches Management in Bibliotheken und Informationseinrichtungen“ heraus, in dem sie auch Autorin ist.
Sie arbeitet in Fachgremien und Expertenkommissionen wie der Managementkommission des Deutschen Bibliotheksverbands (bis 2021) und dem Beirat Bibliothek & Information des Goethe-Instituts (bis 2020). Sie ist Mitglied der Jury des Programms „hochdrei – Stadtbibliotheken verändern“ der Kulturstiftung des Bundes und Assessed European Assessor der EFQM (European Foundation for Quality Management).

## Forschung
Vonhof forscht am IQO, dem Institut für Qualitätsmanagement und Organisationsentwicklung in Bibliotheken und Hochschulen an der Hochschule der Medien Stuttgart.

## Publikationen (Auswahl)
- Cornelia Vonhof, Tom Becker: Bibliotheken auf die (kultur-)politische Agenda! In: Blaich, A.; Grädler, F.; Mohr, H.; Seibold, H. (Hrsg.): Kultur:Wandel – Impulse für eine zukunftsweisende Kulturpraxis. Bielefeld: Transkript Verlag, S. 277–282. ISBN 978-3-8394-6492-2.

- Cornelia Vonhof, Tobias Seidl: Bibliotheken 2040: Mit der Szenario-Methode über die Zukünfte von Bibliotheken nachdenken. In: Bibliothek Forschung und Praxis, Heft 1, 2023, S. 4–12, doi:10.1515/bfp-2022-0070.

- Cornelia Vonhof, Tobias Seidl: Studieren mit ChatG PT & Co. Der Einfluss von KI-Tools auf Studium und Hochschule. In: BuB – Forum Bibliothek und Information, Heft 7, 2023, S. 352–353.

- Cornelia Vonhof: Agiles Lernen. In: Stephan Büttner (Hrsg.): Die digitale Transformation in Institutionen des kulturellen Gedächtnisses. Simon Verlag, Berlin 2019.

- Cornelia Vonhof, Eva Haas-Betzwieser: Praxishandbuch Prozessmanagement in Bibliotheken und Informationseinrichtungen. De Gruyter, Berlin 2018, doi:10.1515/9783110499599.

- Cornelia Vonhof: Bibliotheken und Agilität – Welten begegnen sich? In: Martin Bartonitz, Thomas Michl, Wolf Steinbrecher, Cornelia Vonhof (Hrsg.): Agile Verwaltung: Wie der öffentliche Dienst aus der Gegenwart die Zukunft entwickeln kann. Springer Gabler, Berlin 2018, S. 169–184. doi:10.1007/978-3-662-57699-1_17.

- Cornelia Vonhof: Bürgerbeteiligung in Bibliotheken – eine neue Form der Kundenorientierung? In: Petra Hauke, Andrea Kaufmann, Vivien Petras (Hrsg.): Bibliothek. Forschung für die Praxis. Festschrift für Konrad Umlauf zum 65. Geburtstag. De Gruyter, Berlin 2017, S. 223–242, doi:10.1515/9783110522334-020.

- Cornelia Vonhof: Management von Bibliotheken: Instrumente und Strategien. In: Andreas Degkwitz (Hrsg.): Bibliothek der Zukunft. Zukunft der Bibliothek. Festschrift für Elmar Mittler. De Gruyter, Berlin 2016, S. 186–198, doi:10.1515/9783110464016-fm.

- Cornelia Vonhof: Creating Future?! Strategisches Management in US-Bibliotheken – ein systematisierender Blick über den Tellerrand. In: o-bib. Das offene Bibliotheksjournal. Heft 1, 2014, S. 124–145, doi:10.5282/o-bib/2014H1S124-145.

- Cornelia Vonhof, Erik Steinhauer: (2011): Bibliotheksgesetzgebung: Ein Handbuch für die Praxis, insbesondere im Land Baden-Württemberg. Bock + Herchen, Bad Honnef 2011, ISBN 978-3-88347-278-2.